# Музей современного искусства (Камакура)
Музей современного искусства Камакура и Хаяма (яп. 神奈川県立近代美術館, Kanagawa Kenritsu Kindai Bijutsukan) — музей в японском городе Камакура в префектуре Канагава на острове Хонсю. Он расположен на территории храма Цуругаока Хатимангу рядом с прудом Хэйкэ. Учреждение является старейшим публичным художественным музеем современного искусства  в префектуре Канагава, Япония. Музей был открыт в 1951 году. В том же году состоялась  выставка «Творчество Сезанна и Ренуара». Изначально музей был назван «Первым публичным музеем современного искусства Японии». В 2003 году он получил нынешнее название ‒ «Музей современного искусства Камакура и Хаяма».
Сейчас музей состоит из трёх залов: Камакура (главный корпус), Новый корпус Камакура и Хаяма. В 1966 году к основному зданию была добавлена пристройка.
По состоянию на январь 2016 года здесь экспонируется около 14 000 произведений живописи, графики и скульптуры японских мастеров.

## Зал Камакура (главный корпус)
Зал расположен в районе Юкиносита города Камакура (префектура Канагава, Япония). Построен в 1951 году. Здание было спроектировано архитектором Дзюндзо Сакакура. Оно высоко ценится как пример современной японской архитектуры. В 1999 году зал Камакура стал одним из 20 объектов Международного комитета по документированию и консервации зданий, мест и окрестностей современного движения Японии.

## Новый корпус Камакура
Открыт в 1984 году. Дизайн Масато Отака. Зал в основном используется для экспонирования постоянных коллекций.

## Зал Хаяма
Зал был открыт в 2003 году в городе Хаяма в уезде Миура (префектуры Канагава, Япония). Здание раньше принадлежало семье принца Такамацу. Здание располагается вдоль берега моря и имеет много экспериментальных элементов (например, доступное естественное освещение). Зал в основном используется для проведения временных выставок.
Площадь: 2435 м² (главное здание + новое здание), 1599 м² (пристройка), 7111 м² (зал Хаяма).